# Bud Spencer
Bud Spencer, właśc. Carlo Pedersoli (ur. 31 października 1929 w Neapolu, zm. 27 czerwca 2016 w Rzymie) – włoski aktor filmowy i telewizyjny, pływak, waterpolista i olimpijczyk (1952, 1956).

## Życiorys
Wychowany został w rodzinie rzymskokatolickiej. Mieszkał wraz z zamożnymi rodzicami w bogatej neapolitańskiej dzielnicy Santa Lucia. Guwernantka ucząca go i jego siostrę Verę była Niemką, stąd u niego bardzo dobra znajomość języka niemieckiego. Zdobył stopień naukowy doktora prawa. Był pierwszym Włochem, który przepłynął 100 metrów w stylu dowolnym w czasie krótszym niż jedna minuta. Brał udział w zawodach pływackich na igrzyskach olimpijskich w Helsinkach (1952) i Melbourne (1956). Swój pseudonim artystyczny przyjął od nazwiska hollywoodzkiego gwiazdora Spencera Tracy’ego oraz od nazwy amerykańskiego piwa Budweiser. Po zmianie nazwiska osiągnął pierwsze sukcesy w aktorstwie. Debiutował na dużym ekranie rolą pretorianina w hollywoodzkiej ekranizacji powieści Henryka Sienkiewicza Quo Vadis (1951), gdzie swoje pierwsze kroki aktorskie stawiała także Sophia Loren. Najbardziej znany (w latach 60. i 70.) stał się jednak za przyczyną ról w spaghetti westernach i filmach akcji. Występował najczęściej w duecie z Terence’em Hillem.

### Życie prywatne
W 1960 poślubił Marię Amato. Miał syna Giuseppe (ur. 1961) i dwie córki – Christine (ur. 1962) i Diamante (ur. 1972).
W 1981 założył linie lotnicze Mistral Air.

## Filmografia

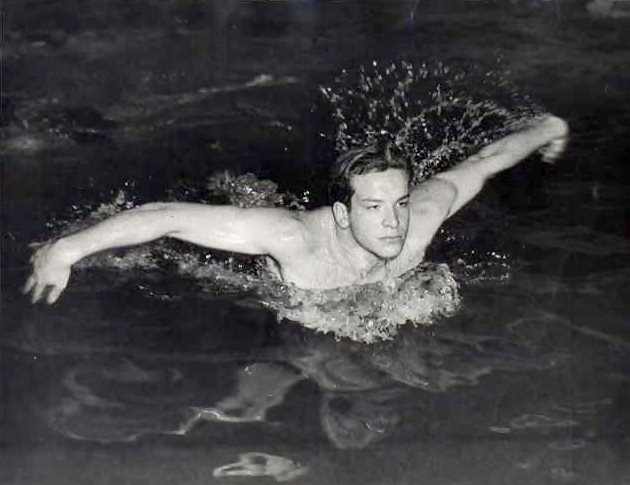
Spencer podczas zawodów pływackich w 1950

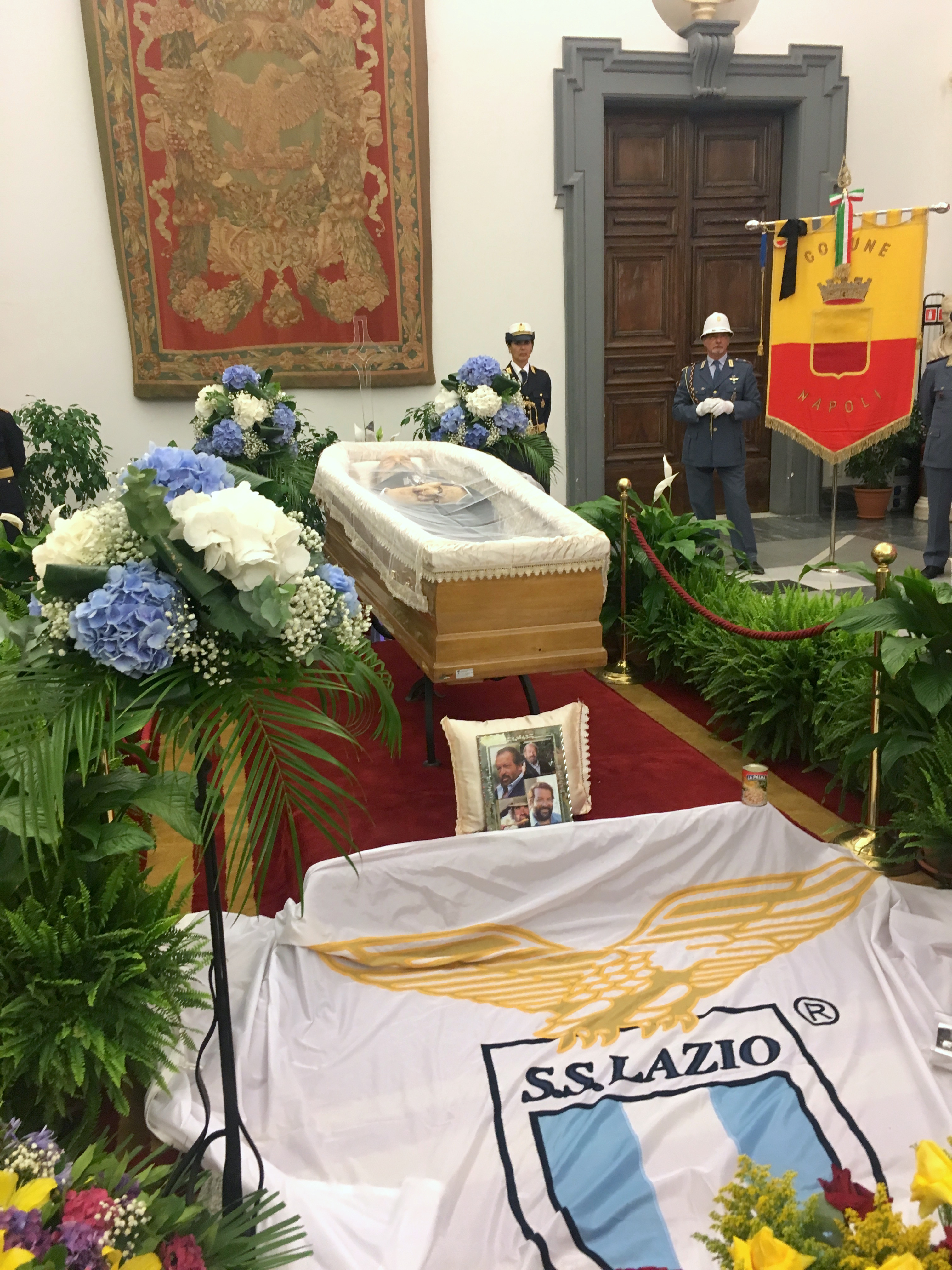
Trumna z ciałem Spencera podczas uroczystości pogrzebowych w Rzymie (29 czerwca 2016)

Filmy, w których zagrał z Terence’em Hillem:
- Hannibal (1959) jako Rutario
- Bóg wybacza – ja nigdy (1967) jako Hutch Bessy
- As bierze wszystko (1968) jako Hutch Bessy
- Boot Hill (1969) jako Hutch Bessy
- Nazywają mnie Trinity (1970) jako Bambino
- Niepoprawny Trinity (1971) jako Bambino
- Czarny pirat (1971) jako kapitan Skull
- Do samego końca, chłopcy (1972) jako Salud
- Z nami nie ma żartów (1974) jako Ben
- Dwóch misjonarzy (1974) jako o. Pedro de Leon
- Łapizbiry (1977) jako Wilbur Walsh
- Hazardowe szaleństwo (1978) jako Charlie Firpo
- Krokodyl i hipopotam (1979) jako Tom
- Przyjaciel to prawdziwy skarb (1981) jako Charlie O’Brien
- W czepku urodzeni (1983) jako Doug O’Riordan / agent Mason
- Podwójne kłopoty (1984) jako Greg Wonder / Antonio Coimbra de la Coronilla y Azevedo
- Supergliny z Miami (1985) jako Steve Forest
- Łowcy kłopotów (1994) jako Moses

Pozostałe filmy:
- Quo Vadis (1951) jako cesarski strażnik
- Pożegnanie z bronią (1957) jako karabinier
- Dzisiaj zabijamy, jutro umieramy (1967) jako O’Bannion
- Do diabła z prawem! (1968) jako James Cooper
- Gott mit uns (1969; lub inny tytuł - Piąty dzień pokoju) jako Jelinek
- Pięciu uzbrojonych mężczyzn (1969) jako Mesito
- Cztery muchy na szarym aksamicie (1971) jako Godfrey „Bóg”
- Czarny Turyn (1972) jako Rosario Rao
- To się da zrobić, amigo (1972) jako Hiram Coburn
- Prawo do życia, prawo do śmierci (1972; lub inny tytuł - Jeden powód by żyć i umrzeć) jako Eli Sampson
- Przestępstwo nie popłaca (1973) jako Charlie Smith
- Wielka Stopa (1973; lub inny tytuł - Wielka Stopa i zbiry) jako inspektor „Wielka Stopa” Rizzo
- Wielka Stopa w Hongkongu (1975) jako inspektor „Wielka Stopa” Rizzo
- Żołnierz najemny (1976) jako Ettore Fieramosca
- Charleston (1977) jako Brian Charleston
- Wielka Stopa w Afryce (1978) jako inspektor „Wielka Stopa” Rizzo
- Gruby i jego mały kosmita  (1979) jako szeryf Hall
- Wielka Stopa w Egipcie (1980) jako inspektor „Wielka Stopa” Rizzo
- Szuje i zbóje (1982) jako sierż. Alan Parker
- Bombowiec (1982) jako Bud „Bombowiec” Graziano
- Bananowy Joe (1982) jako Bananowy Joe
- Aladyn (1986) jako dżin
- Diablica (1991) jako John „Bull” Webster
- Big Man (seria 6 fillmów z 1988) jako Jack Clementi
- Detektyw Extralarge (seria 12 filmów z lat 1991-93) jako Jack „Extralarge” Costello
- Jesteśmy aniołami (seria 6 filmów z 1997) jako Bob Russel / o. Orso
- Granica ryzyka (1997) jako Elorza
- Synowie wiatru (2000) jako Quintero
- Zawód: morderca (2009) jako Pepe